# She Make It Clap
She Make It Clap é um single do rapper americano Soulja Boy.  A canção foi inicialmente lançada em 15 de março de 2021, antes de ser lançada globalmente pela Virgin Music em 5 de abril de 2021.  Após seu lançamento, a canção ganhou dezenas de milhões de reproduções em plataformas de streaming, alcançando o número um na Billboard Mainstream R & B / Hip-Hop Airplay dos EUA, bem como nas paradas Top Triller da Billboard EUA e Global.
Soulja Boy mostrou dois remixes inéditos da música, um com French Montana, e outro com Nicki Minaj durante uma luta ao vivo de Verzuz com o rapper americano Bow Wow.

## Produção e lançamento
De acordo com Soulja Boy, a música foi gravada durante uma transmissão ao vivo do Twitch como estilo livre, em seu computador pessoal.

## Dança e videoclipe
Soulja Boy originalmente promoveu a música na plataforma chinesa de compartilhamento de vídeo TikTok, fazendo uma variedade de danças curtas no início da música, eventualmente aprimorando a dança e iniciando uma tendência viral nas plataformas TikTok e Triller, acumulando milhões de visualizações tanto dos vídeos originais quanto de várias respostas de vídeos feitas por usuários.
O videoclipe foi dirigido por Dale Resteghini. Começa com Soulja Boy fazendo uma videochamada para um amigo em seu celular para dizer que a música se tornou viral, em seguida, passa a mostrar Soulja Boy, acompanhado por várias celebridades e usuários do TikTok, bem como muitas mulheres de biquíni, se apresentando a dança da música em vários locais dentro e fora de uma mansão de luxo. O vídeo estreou no YouTube em 30 de abril de 2021. O videoclipe apresenta Desiigner, Chief Keef e várias dançarinas fazendo a dança dos vídeos virais do TikTok.

## Paradas musicais
Tabela com o desempenho do single She Make It Clap
| Tabela (2021)                          | Posição |
| -------------------------------------- | ------- |
| Mainstream R & B / Hip-Hop (Billboard) | 1       |
| Top Triller da Billboard dos EUA       | 1       |
| Top Triller global (Billboard)         | 1       |